# Nomada tyrrellensis
Nomada tyrrellensis är en biart som beskrevs av Mitchell 1962. Nomada tyrrellensis ingår i släktet gökbin, och familjen långtungebin. Inga underarter finns listade i Catalogue of Life.